# 劉植
劉 植（りゅう しょく、? - 建武2年（26年））は、後漢の武将。字は伯先（はくせん）。鉅鹿郡昌城県（河北省深州市）の人（『後漢書』列伝11・本伝）
。光武帝の功臣であり、「雲台二十八将」の第28位に序せられる（『後漢書』列伝12）。

## 略歴
| 姓名           | 劉植                                 |
| 時代           | 新代 - 後漢時代                      |
| 生没年         | 生年不詳 - 26年（建武2年）           |
| 字・別号       | 伯先（字）                           |
| 本貫・出身地等 | 冀州鉅鹿郡昌城県                     |
| 職官           | 驍騎将軍〔劉秀（後漢）〕             |
| 爵位・号等     | 列侯〔劉秀（後漢）〕 →昌城侯〔後漢〕 |
| 陣営・所属等   | 光武帝(劉秀)                         |
| 家族・一族     | 弟：劉喜 従兄：劉歆 子：劉向         |

王郎挙兵の時、弟の劉喜・従兄の劉歆と共に宗族・賓客を率い、兵数千人を集めて昌城に拠った。更始2年（24年）、薊県から逃れてきた劉秀を迎え、驍騎将軍を拝命した。
当時、王郎麾下の真定王劉楊（または劉揚に作る）は兵10余万を擁していた。劉秀は劉楊を味方に付けるため、劉植を使者として説かせた。これにより劉楊を引き込み、郭聖通（のちの郭皇后。劉楊の妹の夫の郭昌の娘）との縁組みが成立した。この事は劉秀が王郎の本拠の邯鄲を破り河北を平定するに役立った。
建武2年（26年）、昌城侯に封ぜられた。同年、河南密県で賊の掃討にあたり戦死した。劉植の兵と号の驍騎将軍は弟の劉喜が引継ぎ、劉喜が亡くなると、従兄の劉歆が更に引き継いだ。